# SJ F (1942)
Die Lokomotiven der Baureihe SJ F waren ab 1942 in Betrieb genommene Schnellzug-Elektrolokomotiven der schwedischen Staatsbahnen Statens Järnvägar mit der Achsfolge 1'Do 1'.

## Geschichte
Die Västra stambana wurde zwischen Stockholm und Göteborg bis 1926 elektrifiziert. Während der 1930er Jahre wurde sie für die Geschwindigkeit von 120 km/h ausgebaut.
Zu dieser Zeit besaßen die SJ keine Lokomotive für diese Geschwindigkeit. So entstand bei der Allmänna Svenska Elektriska Aktiebolaget (ASEA) die neue Baureihe F. Von 1863 bis 1886 gab es die C-gekuppelte Dampflokbaureihe SJ F (I) und von 1914 bis 1937 hatte eine 2'C 1'h4v-Dampf-Schnellzuglokomotive die Bezeichnung F (II) getragen.
Zunächst bestellten die SJ 1942 drei Probeexemplare mit verschiedenen Formen der Kraftübertragung, denen von 1945 bis 1949 eine Serie von 21 Maschinen folgte. Mit den Lokomotiven wurden auf den Strecken Malmö–Stockholm, Malmö–Göteborg, Göteborg–Stockholm und Stockholm–Oslo die Schnellzüge befördert.
Ab Ende der 1960er Jahre und während der 1970er Jahre wurden sie durch die neue Baureihe SJ Rc aus diesen Einsatzgebieten verdrängt. Die meisten Lokomotiven wurden zwischen 1978 und 1983 ausgemustert, die letzten von ihnen waren im Gebiet von Stockholm eingesetzt. In der letzten Einsatzperiode war ihre Höchstgeschwindigkeit von 135 km/h auf 100 km/h herabgesetzt worden.

## Erhaltene Lokomotiven
Drei Lokomotiven sind erhalten. Die F 621 steht im Schwedischen Eisenbahnmuseum (Sveriges Järnvägsmuseum) in Gävle, die F 696 und die F 701 wurden von der Stockholmer Kulturgesellschaft für Dampfmaschinen und Eisenbahnen (Stockholms Kultursällskap för Ånga och Järnväg) übernommen.

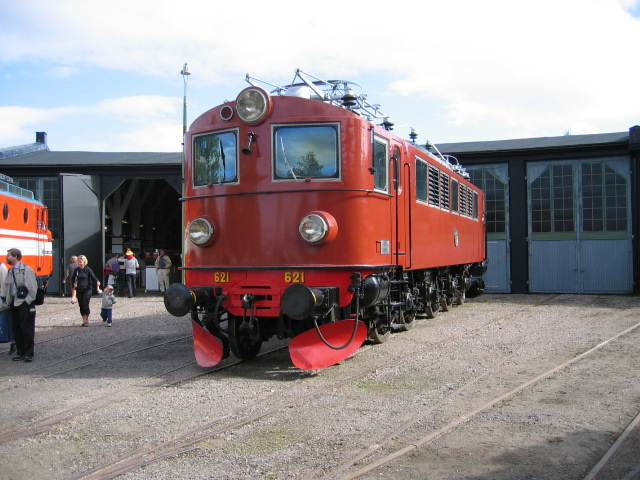
F 621 in Gävle (11. September 2004)